# Idrinskoje
Idrinskoje (russisch И́дринское) ist ein großes Dorf (selo) in der Region Krasnojarsk in Russland mit 5135 Einwohnern (Stand 14. Oktober 2010).

## Geographie
Der Ort liegt etwa 190 km Luftlinie südlich des Regionsverwaltungszentrums Krasnojarsk am Rande der nordwestlichen Ausläufer des Westsajan. Er befindet sich am linken Ufer des rechten Jenissei-Nebenflusses Syda, knapp 20 km oberhalb von dessen Mündung in eine langgestreckte Bucht des Krasnojarsker Stausee. Im Dorf mündet der namensgebende kleine linke Zufluss Idra in die Syda.
Idrinskoje ist Verwaltungszentrum des Rajons Idrinski sowie Sitz der Landgemeinde (selskoje posselenije) Idrinski selsowet, zu der außerdem die Siedlungen Sibir (4 km nordöstlich) und Wostotschny (3 km östlich) gehören.

## Geschichte
Das Dorf wurde 1736 gegründet. Seit 4. April 1924 ist es Verwaltungssitz eines nach ihm benannten Rajons, mit Unterbrechung von 1932 bis 1935, als der Rajon aufgelöst und sein Territorium dem Abakanski, ab 1933 Krasnoturanski rajon mit Sitz im heute (nach Verlegung aufgrund der Flutung des Krasnojarsker Stausees) 40 km westlich gelegenen Krasnoturansk angeschlossen war.

## Bevölkerungsentwicklung
| Jahr | Einwohner |
| ---- | --------- |
| 1897 | 1704      |
| 1939 | 4069      |
| 1959 | 4911      |
| 1970 | 5890      |
| 1979 | 5517      |
| 1989 | 6513      |
| 2002 | 5585      |
| 2010 | 5135      |

Anmerkung: Volkszählungsdaten

## Verkehr
Nach Idrinskoje führt die Regionalstraße 04K-014, die 20 km südwestlich von der 04K-028 abzweigt. Diese beginnt etwa 75 km südsüdwestlich bei Minussinsk an der föderalen Fernstraße R257 Jenissei (ehemals M54) von Krasnojarsk über die chakassische Hauptstadt Abakan und die tuwinische Hauptstadt Kysyl zur mongolischen Grenze und folgt der östlichen Seite des Krasnojarsker Stausees bis zum Dorf Bellyk, von wo weiter Anschluss bis zu einer Autofähre über den Stausee beim nordwestlich benachbarten Rajonzentrum Nowosjolowo besteht. Dort wird wiederum die R257 erreicht. Die nächstgelegene Bahnstation befindet sich in Minussinsk an der Südsibirischen Magistrale Nowokusnezk – Abakan – Taischet.
Etwa 8 km westlich des Dorfes befand sich ein kleiner Flughafen, der jedoch seit Anfang der 1990er-Jahre außer Betrieb ist.